# Klaus Conrad (médecin)
Ne doit pas être confondu avec Klaus Conrad (historien).
Pour les articles homonymes, voir Conrad.

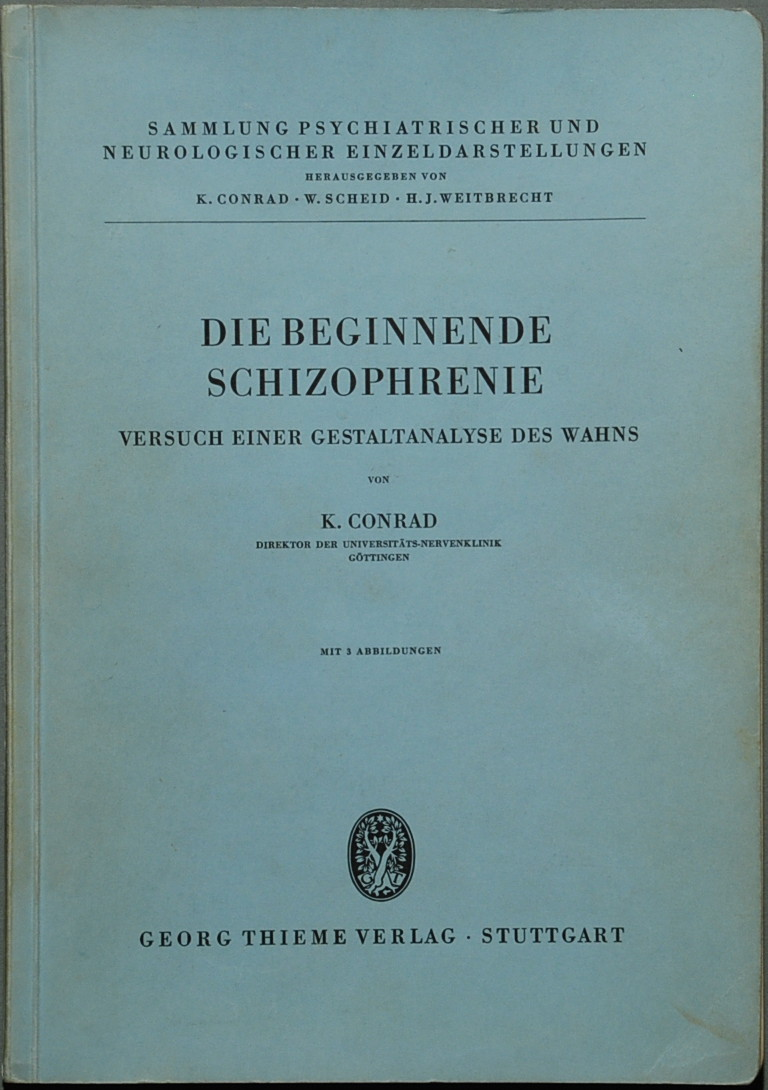
Ouvrage de Klaus Conrad.

Klaus Conrad, né dans une famille allemande le 19 juin 1905 à Reichenberg, dans le royaume de Bohême, et mort le 5 mai 1961 à Göttingen, est un neurologue et psychiatre allemand.

## Biographie
Il se forme comme psychiatre, puis devient membre du parti Nazi (NSDAP) en 1940.
Il fait ensuite une carrière de professeur de psychiatrie, de neurologie et devient directeur de l'hôpital psychiatrique de l'université de Göttingen en 1958,.
Son ouvrage principal est Die beginnende Schizophrenie. Versuch einer Gestaltanalyse des Wahns, dans lequel il décrit les états précoces de la schizophrénie et leurs aspects typiques. Dans sa monographie, il invente ou reprend une terminologie, notamment « tréma » (« trou ou orifice »), « apophénie » (« qui affirme ») et « apocalypse »,.